# モード学園スパイラルタワーズ
モード学園スパイラルタワーズ（モードがくえんスパイラルタワーズ）は、愛知県名古屋市中村区名駅4丁目にある学校法人日本教育財団運営の学校と三井不動産運営の商業施設が入居している超高層ビル。

## 概要
名古屋駅前の名古屋三井ビルディング南館・東館跡の再開発プロジェクトで、2008年（平成20年）3月25日に竣工、翌3月26日に正式開業。4月11日に商業施設が全面開業した。地上36階地下3階で、1階から36階が「名古屋モード学園」、「HAL名古屋」、および「名古屋医専」の3つの専門学校と名古屋国際工科専門職大学の1つの専門職大学からなるビルである、また1階の一部および地下1階・2階が商業施設「スパイラルタワーズSHOP&RESTAURANTS」、地下3階が立体駐車場となっている。延床面積が5万m2を下回っており、環境影響評価の対象とはならなかった。
スパイラル状（螺旋）のデザインが評価され、2008年（平成20年）度グッドデザイン賞を受賞した。このスパイラル状のデザインは、｢時代の最先端を行くエネルギーをもつ学生が､切磋琢磨し絡み合いながら上昇して､社会へ羽ばたいていく様｣を表しているという。建物を覆っている外側の三角形のフレームガラスは全てサイズが異なっている。2008年（平成20年）12月には、第40回中部建築賞一般部門において入賞したほか、2009年（平成21年）1月には愛知まちなみ建築賞大賞を受賞、同年6月には、日本建築構造技術者協会・第20回JSCA賞において作品賞に選ばれた。
ビルの正面にはドイツ人彫刻家、フロリアン・クラール作のモニュメント『ムーブメントNo.7 ミ ノトス』が設置され、ネオン管による学校名サインが取り付けられている。このラッパのような形状のモニュメントは給気塔として使用されている。
三井不動産が所有していたビルの跡地に建設されたが、持ち分を学校法人日本教育財団が取得し、三井不動産は下層部の商業施設部分の管理・運営を受託しているのみである。
建築中の2007年（平成19年）6月6日に32階の高さから長さ約3.5m、重さ100kgの鉄骨が地上に落ちるという事故が発生したが、幸いにも被害は自ビル･道路の損傷にとどまり、怪我人などはいなかった。

## スパイラルタワーズSHOP&RESTAURANTS

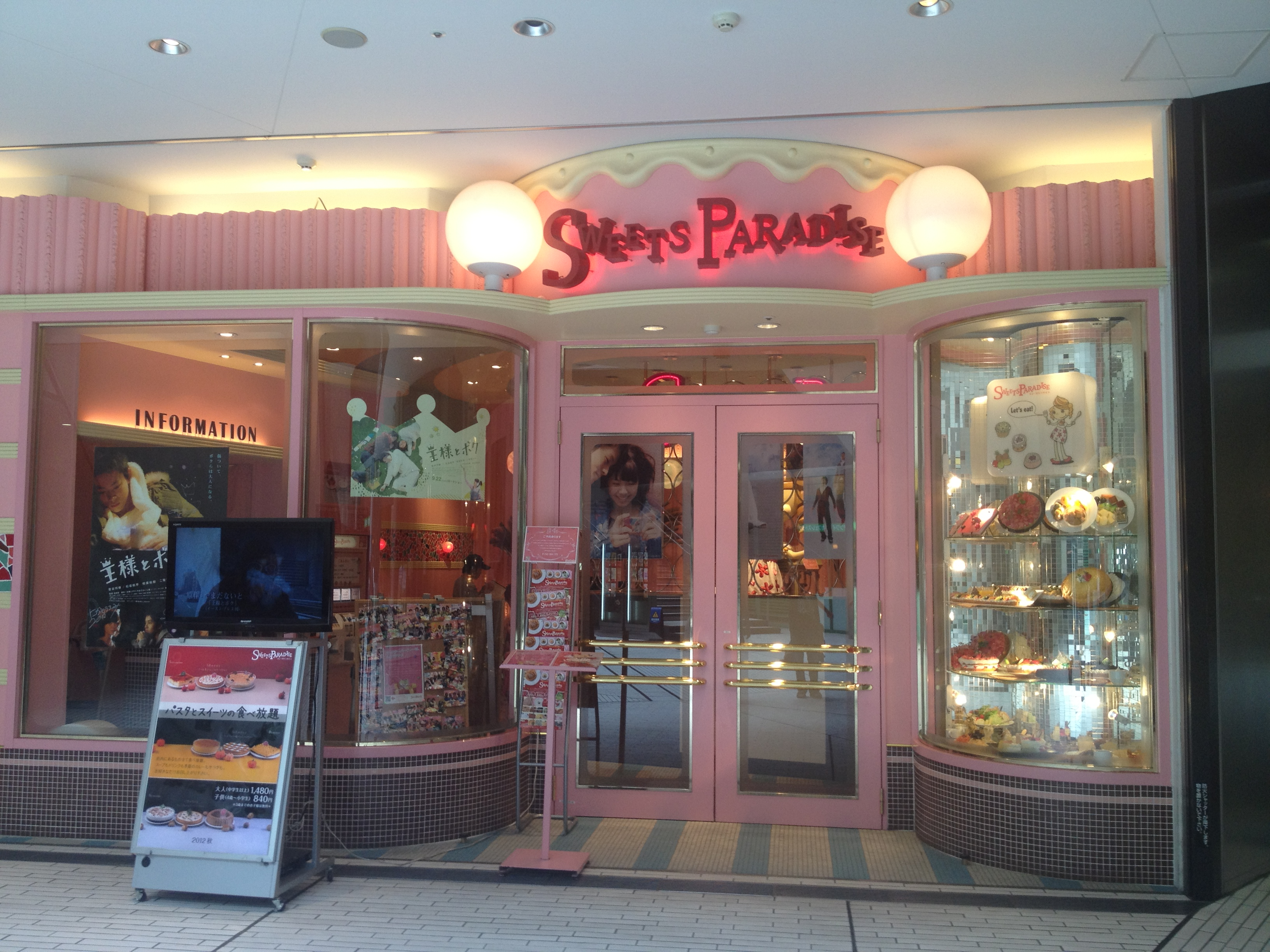
スイーツパラダイス 名古屋スパイラルタワーズ店

前述の通り1階の一部〜地下2階までは商業施設になっており、下記店舗が入る。施設全体は三井不動産が運営する。店舗は開業当初から入れ替わりも多い。

### 1階
- スターバックスコーヒー
- ファミリーマート

### 地下1階
- スイーツパラダイス
- 渋谷ラケル
- 星乃珈琲店
- サイゼリヤ
- 丸亀製麺
- スマホスピタル
- アリシアクリニック

### 地下2階
- 米坂サロン ド エステティック
- フットセラピー
- レディスアデランス
- 名駅ナディア歯科（ナディアパーク デンタルセンターの姉妹施設）

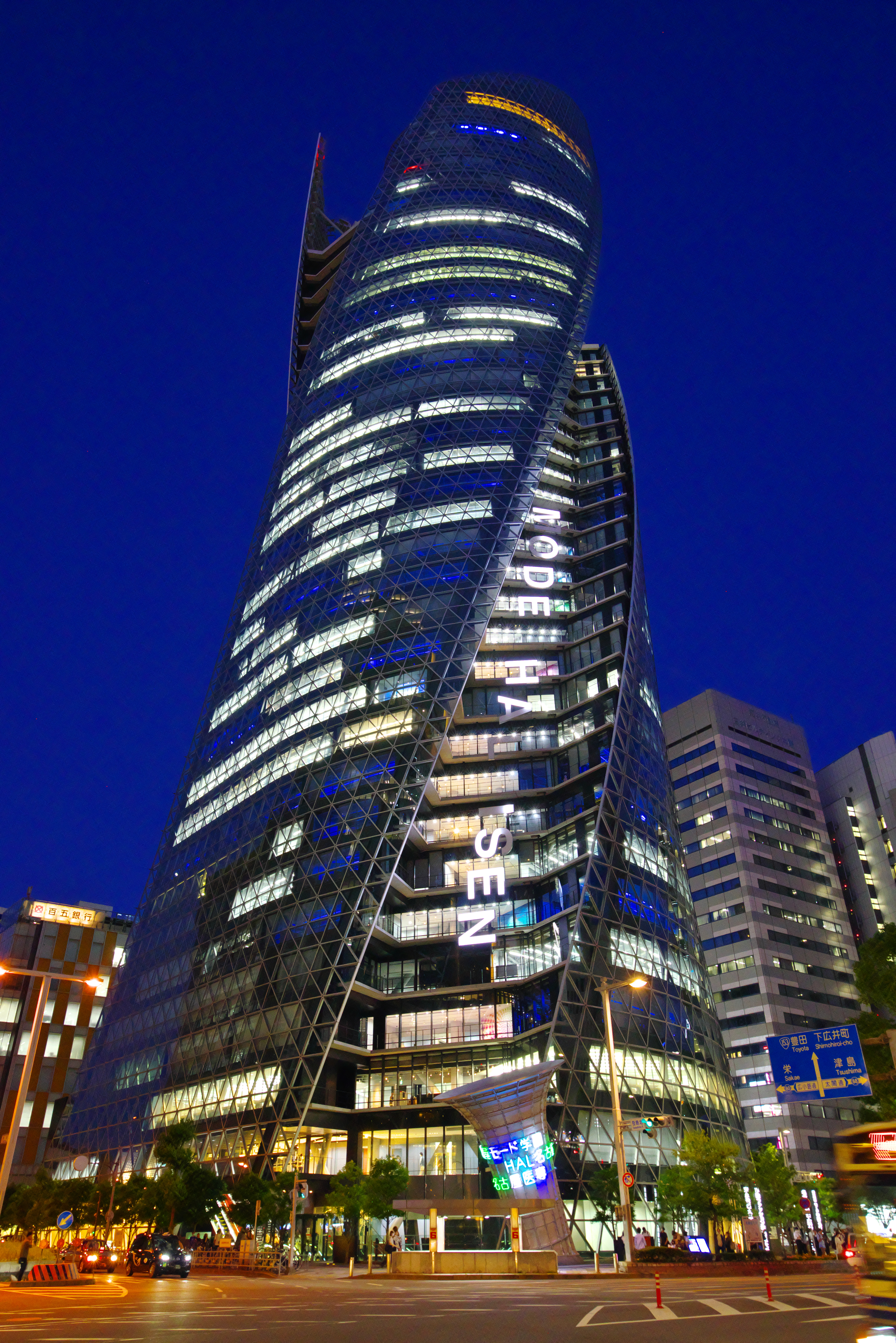
夜間のモード学園スパイラルタワーズ

- シーボン フェイシャリストサロン
- R-four（脱毛サロン）
- BODY ARCHI（セルフエステ）